# Cao Mianying
Cao Mianying (kinesiska: 曹 棉英), född den 19 juni 1967, är en kinesisk roddare.
Hon tog OS-silver i dubbelsculler i samband med de olympiska roddtävlingarna 1996 i Atlanta.